# 쿠보타 마사타카
쿠보타 마사타카(일본어: 窪田 正孝 구보타 마사타카[*], 1988년 8월 6일 ~ )는 일본의 배우이다.
가나가와현 출신. 스타더스트 프로모션 소속.

## 내력
어머니가 가져온 오디션 정보지 《De☆View》 안에서 스타더스트 프로모션의 오디션을 발견해 응모, 사무소에 입소.

## 인물
- 가나가와 현립 가나가와 공업 고등학교 기계과 졸업

## 수상
- 제34회 요코하마 영화제 최우수 신인상 (《한심한 나는 하늘을 보았다》, 《하사미 hasami》)
- 제27회 다카사키 영화제 최우수 조연 남우상 (《한심한 나는 하늘을 보았다》)
- 제1회 재팬 액션 어워드 베스트 액션 남우 (《가치반》 시리즈)
- 제83회 더 텔레비전 드라마 아카데미상 조연 남우상 (《N을 위하여》)
- 제24회 TV LIFE 연간 드라마 대상 조연 남우상·신인상 (《N을 위하여》, 《하나코와 앤》)
- 제86회 더 텔레비전 드라마 아카데미상 최우수 주연 남우상 (《데스노트》)
- Yahoo! 검색대상 2015 배우 부문상

## 출연

### 드라마
- 체케랏쵸!! in TOKYO (2006년 4월 12일 ~ 6월 15일, 후지 TV) - 주연·아오바 다쿠미 역
- 가족 선재 (2006년 11월 27일 ~ 2007년 1월 26일, MBS·TBS) - 이시이 신야 역
- 사랑하는 일요일 제3시리즈 제24화 〈버섯의 사랑〉 (2007년 6월 16일, BS-i) - 사쿠라가와 나오토 역
- 시공 경찰 베카 시그나 (2007년 7월 ~ 9월, MX TV) - 가라스마 에이이치(괴인:까마귀) 역
- 몹걸 제7화 (2007년 11월 23일, TV 아사히) - 구니이 준 역
- 휴대폰 수사관 7 (2008년 4월 2일 ~ 2009년 3월 18일, TV 도쿄) - 주연·아미시마 게이타 역
- 나니와의 꽃~오가타 코안 사건 수첩~ (2009년 1월 10일 ~ 3월 7일, NHK 종합) - 주연·오가타 고안 역
- 엄마는 옛날에 아빠였다 (2009년 9월 20일 ~ 27일, WOWOW) - 가야마 신이치로(미와코) 역
- 고대소녀 도그짱 (2009년 10월 7일 ~ 12월 23일, MBS) - 스기하라 마코토 역
- Xmas의 기적 (2009년 11월 2일 ~ 12월 29일, 토카이 TV) - 하야시다 켄 역
- 내가 셀러브리티와 결혼한 방법 (2010년 6월 7일 ~ 11일, NHK 원 세그 2) - 주연·사와다 신노스케 역
- 연속 TV 소설 게게게의 여보 (2010년 7월 19일 ~ 8월 7일·9월 23일, NHK 종합) - 이케가미 료이치 역
- 조커 용서받지 못할 수사관 제4화 (2010년 8월 3일, 후지 TV) - 시이나 타카히로 역
- 사랑하는 일본어 (2011년 1월 21일 ~ 3월 11일, NHK 종합) - 아키라 역
- 미사키 넘버 원!! 제3화 (2011년 1월 26일, 닛폰 TV) - 나카쓰 역
- 혼보시~심리 특수 사건부~ 제4화 (2011년 2월 10일, TV 아사히) - 미노베 케이타 역
- 하류의 연회 (2011년 5월 30일 ~ 7월 19일, NHK 종합) - 후쿠하라 쇼 역
- 사랑해~유대~ (2011년 9월 21일, 닛폰 TV)
- QP (2011년 10월 5일 ~ 12월 28일, 닛폰 TV) - 에이지 역
- 수수께끼 풀이는 저녁식사 후에 제4화 (2011년 11월 8일, 후지 TV) - 미우라 역
- 사립 바카레아 고교 (2012년 4월 14일 ~ 6월 30일, 닛폰 TV) - 하카마쓰카 역
- 리갈 하이 제2화 (2012년 4월 24일, 후지 TV) - 쟝고쟝고 히가시쿠루메 역
- 사건 제15작 (2012년 5월 12일, TV 아사히) - 쿠로카와 케이타 역
- 대하드라마 다이라노 기요모리 (2012년 6월 17일 ~ 12월 23일, NHK 종합) - 다이라노 시게모리 역
- 주마등 주식회사 제1화 (2012년 7월 16일, TBS) - 세키 다카히로 역
- 정말로 있었던 무서운 이야기 여름 특별편 2012 〈오른쪽 어깨의 여자〉 (2012년 8월 18일, 후지 TV) - 야마다 켄타 역
- 퍼펙트 블루 제1화 (2012년 10월 8일, TBS) - 이나미 타카시 역
- 오오쿠~탄생［아리고토·이에미쓰 편］ (2012년 10월 12일 ~ 12월 14일, TBS) - 스테조(오라쿠) 역
- 청춘 알고리듬 (2012년 12월 24일, TV 도쿄) - 카네코 역
- 최고의 이혼 (2013년 1월 ~ 3월, 후지 TV) - 하쓰시마 준노스케 역
- ST 경시청 과학 특수반 (2013년 4월 10일, 닛폰 TV) - 구로사키 유지 역
  - ST 적과 백의 수사 파일 (2014년 7월 16일 ~ 9월 17일, 닛폰 TV) - 구로사키 유지 역
- SUMMER NUDE (2013년 7월 8일 ~ 9월 16일, 후지 TV) - 기리하타 히카루 역
- 리미트 (2013년 7월 12일 ~ 9월 27일, TV 도쿄) - 이가라시 와타루 역
- 쓸쓸한 사냥꾼 (2013년 9월 20일, 후지 TV) - 노로 유토 역
- 형사의 눈빛 제10 ~ 최종화 (2013년 12월 9일 ~ 16일, TBS) - 야마노우치 싱고 역
- 우레로☆미체험 소녀 제5화 (2014년 2월 7일, TV 도쿄) - 사이온지 쇼 역
- 금요 로드 SHOW! 특별 드라마 기획 가면 티처 (2014년 2월 14일, 닛폰 TV) - 아마카와 아츠시 역
- 연속 TV 소설 하나코와 앤 (2014년 4월 14일 ~ 9월 27일, NHK 종합) - 기바 아사이치 역
  - 스핀오프 드라마 〈아사이치의 신부〉 (2014년 10월 18일, NHK BS 프리미엄) - 키바 아사이치 역
- N을 위하여 (2014년 10월 17일 ~ 12월 19일, TBS) - 나루세 신지 역
- 앨저넌에게 꽃을 (2015년 4월 10일 ~ 6월 12일, TBS) - 야나가와 류이치 역
- THE LAST COP/라스트 캅 (2015년 6월 19일, 닛폰 TV) - 모치즈키 료타 역
  - THE LAST COP/라스트 캅 (2016년 10월 8일 ~ 12월 10일)
- 영원한 우리 sea side blue (2015년 6월 24일, 닛폰 TV) - 코타 역
- 데스노트 (2015년 7월 5일 ~ 9월 13일, 닛폰 TV) - 주연·야가미 라이토 역
- HiGH&LOW~THE STORY OF S.W.O.R.D.~ (2015년 10월 21일 ~ 12월 23일, 닛폰 TV) - 스모키 역
- 임상범죄학자 히무라 히데오의 추리 (2016년 1월 17일 ~ 3월 20일, 닛폰 TV) - 아리스가와 아리스 역
- MARS~다만, 널 사랑하고 있어~ (2016년 1월 24일 ~ 3월 27일, 닛폰 TV) - 주연·기리시마 마키오 역
- 히간바나~경시청 수사 7과~ 제6화 (2016년 2월 17일, 닛폰 TV) - 카메오 출연
- 기묘한 이야기 '16 봄 특별편 〈꿈꾸는 기계〉 (2016년 5월 28일, 후지 TV) - 주연·노마자키 겐지 역
- 감옥의 가시 (2017년 3월 19일 ~ 4월 23일, WOWOW) - 주연·타케시마 료타 역
- 4호 경비 (2017년 4월 8일 ~ 5월 20일, NHK 종합) - 주연·아사히나 하야토 역
- 리버스 최종화 (2017년 6월 16일, TBS) - 나루세 신지 역
- 우리들이 했습니다 (2017년 7월 18일 - 9월 19일, 칸사이 TV) - 주연·마스부치 토비오 역
- 언내추럴 (2018년 1월 12일 - 3월 16일, TBS) - 구베 로쿠로 역
- 히모맨 ~빈대 남친 갱생기~ (2018년 7월 28일 - 9월 8일, TV 아사히) - 주연·히몬야 쇼 역
- 마법x전사 마지마죠 퓨어즈! 제37화 (2018년 12월 9일, TV 도쿄) - 林守道 역
- 라디에이션 하우스 (2019년 4월 ~ , 후지 TV) - 주연·이가라시 이오리 역

### 영화
- 유모레스크~뒤집힌 나비~ (2006년)
- 동창회 (2008년, SPO) - 나카가키 역
- 내 첫사랑을 너에게 바친다 (2009년, 도호) - 스기야마 리쓰 역
- 강렬! 맹렬!! 고대소녀 도그짱 축제 스페셜 무비 에디션 (2010년, 닛카쓰) - 스기하라 마코토 역
- 가치반 시리즈 (AMG 엔터테인먼트) - 주연·쿠로나가 하야토 역
  - 가치반 MAX (2010년)
  - 가치반 MAX 2 (2010년)
  - 가치반 MAXIMUM (2011년)
  - 가치반 얼티미트 (2011년)
  - 가치반 얼티메이텀 (2011년)
  - 가치반 얼티메이텀 2 (2011년)
  - 가치반 SUPERMAX (2012년)
  - 가치반 WORSTMAX (2012년)
  - 가치반 서프레머시 (2013년)
  - 가치반 크로니클 (2014년)
  - 가치반 ULTRAMAX (2014년)
- 13인의 자객 (2010년, 도호) - 오구라 쇼지로 역
- 우리는 세계를 바꿀 수 없다. (2011년, 도에이) - 야노 마사유키 역
- 하사미 hasami (2012년, 아트 포트) - 하야마 요헤이 역
- 바람의 검심 (2012년, 워너 브라더스 영화) - 키요사토 아키라 역
- 한심한 나는 하늘을 보았다 (2013년, 도쿄 데아트르) - 후쿠다 료타 역
- 영화 스즈키 선생님 (2013년, 카도카와 영화/TV 도쿄) - 시라이 요시오 역
- 메메메의 해파리 (2013년, 가가)
- 곳도탕 키스 참기 선수권 THE MOVIE (2013년, 도호 영상 사업부) - 미카엘 역
- 날아라! 다코타 (2013년, 아스테어) - 기무라 겐이치 역
- 그녀는 거짓말을 너무 사랑해 (2013년, 도호) - 시노하라 신야 역
- 안고 싶어 (2014년, 도호) - 준페이 역
- 사채꾼 우시지마 Part2 (2014년, 도호 영상 사업부/SDP) - 칸자키 레이 역
- 나니와 전도 (2014년, 라쿠에이샤) - 아오이 유이치로 역
- 영화 ST 적과 백의 수사 파일 (2015년, 도호) - 구로사키 유지 역
- 에이프릴 풀즈 (2015년, 도호)
- 예고범 (2015년, 도호) - 아오야마 유이치 역
- 로맨스 (2015년, 도쿄 테아트르) - 나오키 역
- 히어로 마니아 -생활- (2016년, 도에이/닛카쓰) - 도시다 역
- 64 (2016년, 도호)
- MARS~다만, 널 사랑하고 있어~ (2016년, 쇼게이트) - 주연·키리시마 마키오 역
- ROAD TO HiGH & LOW (2016년, 쇼치쿠) - 스모키 역
  - HiGH & LOW THE MOVIE (2016년)
  - HiGH & LOW THE MOVIE 2 / END OF SKY (2017년)
  - HiGH & LOW THE MOVIE 3 / FINAL MISSION (2017년)
- THE LAST COP/라스트 캅 (2017년, 쇼치쿠) - 모치즈키 료타 역
- 도쿄 구울 (2017년, 쇼치쿠) - 주연·가네키 겐 역
  - 도쿄 구울 2 (2019년)
- 견원 (2018) - 주연·카나야마 카즈나리 역
- 은혼 2: 규칙은 깨라고 있는 것 (2018년, 워너 브라더스) - 가와카미 반사이 역
- 퍼스트 러브 (2019년) - 가쓰라기 레오 역
- Diner 다이너 (2019년) - 스킨 역
- 한 남자 (2022년, 쇼치쿠) - 타니구치 다이스케 역
- 라스트 마일 (2024년, 도호) - 쿠베 로쿠로 역

### 극장 애니메이션
- 몬스터 스트라이크 THE MOVIE 하늘의 저편 (2018년) - 주연·가나타 역